# Strage di Serra Partucci
L'eccidio di Serra Partucci (frazione di Umbertide), fu un crimine di guerra commesso dai soldati tedeschi (forse delle SS) comandati dal Feldmaresciallo Kesselring, il 24 giugno 1944.

## Storia
Nella notte tra il 23 ed il 24 giugno un reparto di SS si portò in località Serra Partucci, a circa 6,5 km a nord-est di Umbertide, per compiere una rappresaglia. Le motivazioni non sono chiare: alcune testimonianze riportano il ferimento di un militare nazista lungo la provinciale Umbertide-Gubbio.
Giunti a Serra Partucci con l'intento di sorprendere gli abitanti nel sonno, i tedeschi penetrarono nel casolare della famiglia Radicchi da dove prelevarono i fratelli Giuseppe e Mario. Successivamente entrarono nella casa della famiglia Centovalli, dove catturarono i fratelli Quintilio e Natale. In cerca di un quinto uomo, un gruppetto di tedeschi si portò poi presso la parrocchiale, dedicata a San Giovanni Battista, dove nel frattempo un piccolo gruppo di fedeli stava allestendo la festa patronale. Qui decisero di prelevare Domenico Cernic, uno sfollato originario di San Pietro di Gorizia. Con il quinto ostaggio, il manipolo di nazisti tornò indietro raggiungendo i loro commilitoni presso la casa dei Centovalli. Qui gli uomini compresero la loro sorte e si lasciarono andare a momenti di disperazione. Cernic, che parlava tedesco, riuscì a convincere i nazisti a lasciare andare Quintilio Centovalli in quanto privo della mano persa in un infortunio sul lavoro. Poco dopo però venne fermato Bruno Ciribilli, un giovane sfollato di Umbertide che casualmente si trovava di passaggio davanti alla casa dei Centovalli insieme ad alcuni contadini.
In cinque, allineati contro il muro di un essiccatoio, dopo essere stati scherniti dai loro aguzzini, vennero giustiziati a colpi di mitra.

## Testimonianze
Di seguito, la testimonianza ufficiale di Quintilio (Quinto) Centovalli (24 anni al momento della strage) fratello di una delle vittime, preso anche lui dai soldati ma successivamente rilasciato e sostituito con un altro giovane poiché aveva perso una mano in un incidente all'età di 8/9 anni:
Su questa tragica vicenda sono circolate diverse voci discordanti. Si è detto che in realtà un tedesco era stato ucciso, per le leggi di guerra di allora, dieci civili e non cinque dovevano essere passati per le armi, e non si può pensare ad un atto di clemenza degli uomini di Kesselring. Si è stimato che il "kaputt" pronunciato dall'ufficiale volesse significare non morto, ma ferito.
Due sono le teorie. In una, si è affermato che un motociclista tedesco fosse stato ferito nelle vicinanze di Serra Partucci da un colpo di fucile sparato da un civile, che avrebbe tentato di uccidere il tedesco per impadronirsi della motocicletta. È stata anche avanzata l'ipotesi che i nazisti, impegnati in quei giorni di fine giugno a sistemare le mine sotto i ponti, spesso ubriachi, si siano feriti tra loro, addossando la colpa ai civili.

## Le vittime della rappresaglia
I cinque civili uccisi furono:
- Natale Centovalli n. 1914
- Bruno Ciribilli n. 1924
- Giuseppe Radicchi n. 1927
- Mario Radicchi n.1920
- Domenico Cernic n.1918

## Monumenti
Nei pressi del muro dove vennero fucilate le cinque vittime fu scoperta una lapide in occasione del ventennale dell'eccidio. A breve distanza sorge un secondo monumento che ricorda il loro sacrificio.
I nomi delle vittime sono riportati anche su una lapide posta sulla facciata del municipio di Umbertide.